# Maurice Rose
Maurice Rose (Middletown, 25 novembre 1899 – Paderborn, 30 marzo 1945) è stato un generale statunitense durante la seconda guerra mondiale.
Figlio e nipote di rabbini polacchi, è stato il più alto graduato di religione ebrea all'epoca della guerra. È stato inoltre il più alto graduato statunitense caduto vittima del fuoco nemico nel teatro di operazioni europeo, rimanendo ucciso dal fuoco delle truppe tedesche durante la battaglia di Paderborn.